# Sa femme (roman)
Pour les articles homonymes, voir Sa femme.
Sa femme est un roman d'Emmanuèle Bernheim publié le 27 août 1993 aux éditions Gallimard et ayant reçu la même année le prix Médicis.

## Résumé
Claire a trente ans. Elle est médecin. Malgré les fréquentes visites de son ex, elle est célibataire. Un jour, Claire se fait voler son sac. Un inconnu le lui ramène. C'est Thomas, qui travaille sur un chantier à quelques pas de chez elle. Vite, ils deviennent amants. Peu à peu, l'amour de Thomas remplit toute la vie de Claire, qui se plaît à imaginer la vie de son amant dans les moindres détails ; et aussi, surtout, sa femme. En effet, jamais Thomas ne reste plus qu'une heure et demie avec Claire, avant d'aller rejoindre son épouse et ses enfants. Jusqu'au jour où Thomas révèle à Claire qu'il n'est pas marié. Claire n'a plus qu'à vider de sa vie la femme de Thomas, tandis que les deux amants commencent progressivement une vie à deux.

## Éditions
- Sa femme, éditions Gallimard, 1993  (ISBN 2-07-073588-5).